# Samantha Tross
Samantha Tross, née le 30 juin 1968 à Georgetown au Guyana, est une chirurgienne orthopédique britannique et afro-caribéenne. Elle est considérée comme la première femme noire britannique à devenir chirurgienne spécialisée dans le traitement de la hanche et du genou. L'autrice Verna Wilkins retrace son parcours dans une biographie en 2008. Elle est également mentionnée dans le livre  Millennium People: The Soul of Success de Derek Burnett.

## Biographie
Samantha Tross est née le 30 juin 1968 à Georgetown au Guyana. Elle est envoyée par ses parents en Grande-Bretagne dans un pensionnat à l'âge de onze ans. Elle découvre à sept ans qu'elle a envie de devenir chirurgienne. 
Elle fait ses études universitaires au University College de Londres et obtient son diplôme de chirurgienne et consultante en 1992.
En parallèle de cet emploi, elle est enseignante à l'American University of the Carribean et conseillère de rédaction au Journal of Medical Care Reports. Elle est également membre de plusieurs programmes aidant les étudiants qui se forment à la pratique de la chirurgie.

## Apparitions
Le parcours de Samantha Tross est mis en valeur au cours de l'exposition photographique de la London Northwest University Healthcare. Elle est également représentée pendant l'exposition Black Britannia Inspiring the next generation de l'International Slavery Museum de Liverpool de John Ferguson.

## Distinctions
Elle a fait l'objet d'une biographie écrite par l'autrice Verna Wilkins en 2008. Elle est également mentionnée dans le livre de Derek Burnett Millennium People: The Soul of Success.
Elle est nommée dans la liste des 100 personnes noires les plus influentes de Powerlist de 2020. Elle obtient également en 2016 un Image Award lors de la cérémonie des Black Business Awards. 